# Santillana del Mar
Santillana del Mar je občina in mesto v avtonomni skupnosti Kantabrija (Španija). Leži na zahodni obali Kantabrije, katere comarca (regija) je njen vzhodni konec. V javnosti je znana po vzdevku villa de las tres mentiras (mesto treh laži), saj po ljudskem izreku »ni es santa, ni llana, ni tiene mar« (niti ni sveto, niti ravno, niti morja nima - mesto nima morja, čeprav ga ima občina). 
Mesto je bilo leta 1889 razglašeno za zgodovinsko-umetniški kompleks. V njegovi bližini je jama Altamira, zaščitena kot svetovna dediščina. To je eno najbolj turističnih in najbolj obiskanih mest v Kantabriji, ki je bistven postanek za turiste, ki obiščejo skupnost. To pomeni, da velik del prebivalcev občine živi od turistične dejavnosti, zlasti od hotelirstva, nastanitve na podeželju in trgovin s tipičnimi izdelki.
Od julija 2013 je Santillana del Mar del mreže Najlepših mest v Španiji.

## Toponim
Prostor, ki ga danes zaseda Santillana del Mar, so od rimske osvojitve imenovali Planes, o čemer priča latinski dokument iz leta 980: baseleca Sancta Iuliana locum qui dicitur Planes. Planes bi lahko prihajala iz latinske planum (čisto mesto med gorami). Od tedaj je pomen verskega kompleksa presegel pomen kraja, zaradi pripadnosti, ki ga je imel s kraljevino Asturija, pa se je leta 1228 imenoval Villa de Sancta Illana (Illana je v Asturiji Juliana). Menijo, da je sedanje ime kraja izpeljanka tega, ki mu je bil del Mar dodan preprosto zaradi bližine Biskajskega zaliva. 
Tako se prvotno ime Sancta Illana nahaja združeno v obliki Santayllana v dokumentu iz leta 1326. V drugem iz leta 1338 se bere Santillana, v enem iz leta 1390 pa se Sancta Illana, Sanctayllana, Santyllana in Santillana uporabljajo brezbrižno. V nekem iz leta 1453 najdemo le obliko Santillana.
Treba je omeniti, da je kraj Planes, čeprav je bil izvor mesta, na drugem mestu, danes imenovanem mies de Llanes, in ne ob tedanjem samostanu Santa Juliana.

## Zgodovina

### Predzgodovina
Občina je bila naseljena že v prazgodovini, kar priča več arheoloških ostankov. Med vsemi izstopa jama Altamira, ki jo je Modesto Cubillas odkril leta 1868 in je bila uvrščena na seznam Unescove svetovne dediščine. Imenuje se Sikstinska kapela kvartarne umetnosti ali paleolitska umetnost, kotj jo je imenoval arheolog in prazgodovinar Henri Breuil. 

### Antika
V Santillani ni znano starodavno prebivalstvo, čeprav so bili na območju Vispieres najdeni keramični dokazi in nagrobniki v Herránu, vsi iz rimskih časov, zato so sklepali na obstoj rimskega prebivalstva v bližini sedanjega jedra mesta, čeprav niso našli drugih arheoloških ostankov, ki bi zapolnili praznino od 5. do 8. stoletja.
Leta 2014 sta arheologa Javier Marcos Martínez in Lino Mantecón Callejo poročala o  Castro de El Cincho (soseska Yuso), ki ga poznajo le domačini, poslancem kantabrijske vlade. Od takrat je bilo izvedenih več arheoloških akcij, v katerih je bil identificiran stenski kompleks; pa tudi predelavo arheološkega gradiva, kronološko pripisanega železni dobi. Raziskovalci trdijo, da gre za castro de castros, obalni oppidum.

### Srednji vek
Sedanje mesto izvira iz visokega srednjega veka, okoli opatije Santa Juliana. Na nekropoli tega območja so našli srednjeveške človeške kosti. Datum ustanovitve samostana ni znan. Legendarno se pripisuje nekaterim menihom iz 8. ali 9. stoletja, ki so na ta kraj prinesli relikvije svete Julijane iz Bitinije, mučene v Turčiji in postavili samostan na mestu, imenovanem Planes. Trenutno je ustanovitev samostana povezana z repopulacijskim tokom, ki so ga spodbujali nasledniki Alfonza I. Od leta 980 je bil samostan zaradi konstantnih donacij vernikov konsolidiran in je bil kraj prehoda veje Camina de Santiago. Vzpostavljalo je teritorialno in jurisdikcijsko področje, zlasti na območju, znanem kot Merindad de las Asturias de Santillana, katerega skoraj gotovo je bilo glavno mesto. Ta merindad (upravna enota) je bil eden od 13, ki so tedaj tvorile Kastiljsko kraljestvo. Takratni dokument o mestu pravi:
... z vso to državo upravlja, od Aya de Otona do Corba de Nogales, na razdalji dveh lig od Aguilarja do Castille in od zahoda do Puerto de Santiuste v mejah Asturije de Oviedo, izraz, ki obsega 23 lig po dolžini in 18 po zemljepisni širini, v njem pa mesto Santander in mesta ob njem— Dokument brez datuma.
Leta 1045 je Ferdinand I. Leonski podelil listino, zato je opatija verjetno postala kolegijska cerkev. Od takrat je prejela zaporedne privilegije in donacije od kraljev Kastilije. Od leta 1175 je bila ustanovljena organizacija z opatom in svetom. Zaradi podpore plemstva je uspela postati najpomembnejša opatija v srednjeveški Kantabriji. Leta 1209 ji je Alfonz VIII. Kastiljski podelil novo pristojnost, s čimer je mesto dobilo status mesta. Samostan je že imel kolegijsko cerkev, kar je bilo verjetno preverljivo v dokumentaciji po letu 1107, s katero je Santillana postala prestolnica Asturije de Santillana, njen opat pa je bil njen gospod.
V 16. stoletju je opatija Santa Juliana nazadovala, ko je postala odvisna od škofije Burgos, vendar se je začel razvoj mesta, organiziranega okrog trga Plaza Mayor ali Tržnice (danes Plaza de Ramón Pelayo) in stolpa Torre del Merino. Kot izraz civilne moči so bile v 14. in 15. stoletju zgrajene nekatere največje mestne palače in stolpi. Leta 1445 je kralj Juan II. Kastiljski dal mestno oblast prvemu markizu Santillana in njegovim naslednikom, vojvodama de Infantado (člani družine Mendoza), kar je ustvarilo Marquesado de Santillana. Izguba kraljevskega statusa je pomenila, da ni več glavno mesto okrožja, kar je začetek propada mesta.

### Sodobnost
V sodobnem času je bila Asturia de Santillana vključena v jurisdikcijo Corregimiento de las Cuatro Villas (Bratovščina štirih mest), območja, ki ga je takrat vodilo mesto Laredo.  Leta 1509 je opat priznal III. markiza Santillana, vendar šele po nasilnih vojaških spopadih v poskusu znova pridobiti versko oblast nad mestom. Mestni in gospodarski razvoj mesta je v 16. stoletju stagniral, saj mesto Santillana ni sodelovalo v tožbi dolin, pomembnih v zgodovini institucij, ki so povzročile nastanek Kantabrije. Posledično je bil mesto administrativno marginalizirano; vendar se je ponovno pojavilo v 17. stoletju zaradi bogastva, povezanega z njegovim sodelovanjem pri španski širitvi v Evropi in Ameriki.
Konec 16. in začetku 17. stoletja je bila zgrajena večina hiš, ki so danes ohranjene v Santillana del Maru, tako da je nastalo njihovo jedro, kakršno obstaja danes.Skoraj vse sledijo isti tipologiji, z dvema nadstropjema, sprednjim odprtim prostorom in večjim zadnjim, prvotno namenjenim ogradi, sončnim sobam z balkoni iz kovanegea železa ali lesenimi ter plemenitim grbom, ki jih je v mestu v izobilju. Santillana je torej v bistvu baročna, čeprav njen proces urbanizacije ostaja neznan. 
Zunaj mesta so bili stavbni kompleksi takratnih verskih redov. To so bili samostan Regine Coeli de los Dominicans, San Ildefonso de las Dominicanas, Hospedería de Peregrinos y Transeúntes, Hospital de la Misericordia in Hospital de San Lázaro de Mortera. Konec 17. stoletja je kolegijska Cerkev Santa Juliana tekmovala s cerkvijo Cuerpos Santos (v Santanderju) za pridobitev statusa stolnice.

### Sedanjost
V začetku 19. stoletja se je Santillana, tako kot druga mesta v Španiji, ponašala s tem, da je bila polna plemenitih rodov, čeprav po klišeju njihovi priimki niso pomenili notranjega bogastva. Ker je bila večina, se domneva, strpna do dela, kljub temu da je bilo plemičem prepovedano delati z rokami, so bili prisiljeni emigrirati ali živeti v revščini, če tega niso storili. Ti plemiči so prevzeli upravne položaje in zastopanje mesta v višjih organih. Prav tako so bili lastniki zemlje, večina kmetov pa je morala pri njih najeti ali delati.
Leta 1833 je bil ustanovljen mestni svet Santillane, ki je imel tudi svoje sodno okrožje do leta 1840, datum, ko je del prešel v okrožje Torrelavega, drugi del pa v San Vicente de la Barquera. Kljub propadu Santillane se je začel pojavljati selektiven turizem zaradi dejstva, da so o mestu takrat brali različni politiki, pisatelji in popotniki.
Leta 1868 so odkrili jamo Altamira, enega od draguljev stenske umetnosti na svetu. Odkritje jame je pritegnilo veliko število učenjakov in intelektualcev, ki so v Santillani ustvarili vrsto umetniških in avantgardnih društev, med katerimi je najpomembnejša šola Altamira, ustanovljena leta 1948, ki je sodelovala pri obnovi umetniških avantgard v Španiji in kjer so se srečali tudi Rosales, Vivanco, Ángel Ferrant, Llorente Artigas in Lafuente Ferrari.
Od leta 1849 se je zaradi epidemije kolere v Baskiji španski aristokratski turizem močno ukoreninil v stari provinci Santander. Takrat je Santillana del Mar postala modna destinacija. Romantično razmišljanje in želja po ohranitvi mesta sta leta 1889 omogočila razglasitev za zgodovinsko-umetniški spomenik kot celoto. Leta 1927 so se na zahtevo grofa Güella začele prve obnove.

## Geografija
Občina meji na Biskajski zaliv na severu, občino Suances na vzhodu, Torrelavega na jugu, Alfoz de Lloredo na zahodu in Reocín na jugovzhodu. Mesto leži v votlini, ki ga vizualno ločuje od morja.
Občina ima na svojem južnem območju mehko oblikovane hribe in doline, ki se spuščajo proti toku reke Saje na višini Vivede, medtem ko se relief naglo dvigne ob obali, z mogočnimi klifi in majhnimi zalivi, do katerih je težko dostopati. Sierra de Huervo preprečuje pogled na morje iz mesta, skoraj v celoti je brez stavb, razen majhnih mest Arroyo in Ubiarco, prvo je v kotanji, drugo pa na hribu. Eden od zalivov vodi do plaže Santa Justa, edine v občini, ki ima v skali in na pečinah vstavljeno eremitažo, na rtu ostanke stolpa San Telmo. Poleg vhodov Santa Justa Los Cuadros, Higuero, La Jerrona, Onzaperas in nazadnje največje Puerto Calderón, ki je bilo očitno rimsko in srednjeveško pristanišče, je pa tudi služilo kot zavetišče nemškim podmornicam med drugo svetovno vojno.
Kot na mnogih območjih Kantabrije so tudi tu jame pogoste, v Santillani poleg Altamire izstopa Cueva de las Palomas. Na morski obali, na območju La Jerrona, so zračniki.

## Demografija
Prebivalstvo mesta Santillana del Mar je od začetka nazadovanja ob koncu 15. stoletja počasi raslo in je od 1960-ih praktično stagniralo. Leta 1752 je mesto imelo 1734 prebivalcev, leta 1852 že 2235. Stagnirajočo demografijo od 1960-ih razlaga kombinacija staranja prebivalstva, nizke rodnosti in koristi migracij.

## Mesto
Zgodovinsko središče mesta Santillana del Mar je organizirano okoli dveh glavnih ulic, ki se končata na dveh trgih. Prva od ulic ima različna imena (Carrera, Cantón in del Río) in gre na Verski trg, prvo središče mesta, ki omogoča dostop do kolegijske cerkve. Razdeljen je na dva dela: pred kolegijsko cerkvijo Plaza del Abad Francisco Navarro in na njegovi vzhodni strani Plaza de las Arenas. Ko je Santillana postala prestolnica Merindad de las Asturias de Santillana, je prišlo do demografskega povečanja in potrebe po merino. Tako se je okoli 14. stoletja oblikoval drugi trg, ki se je sprva imenoval tržnica, ker je bila tam, ker je to dovoljevala listina iz leta 1209; do danes, med drugimi gradnjami, Torre del Merino (danes muzej) in Don Borja, ki trenutno služi kot mestna hiša. Ulica, ki prečka mesto, se imenuje Juan Infante.
Poleg tega jedra, ločenega od njega s cesto, so samostan Regina Coeli, cerkev San Ildefonso in hiša Sánchez Tagle, poleg parka, imenovanega Campo Revolgo in različne ustanove, kot sta zdravstveni center in šola. Zahodno od mesta je veliko gozdnato posestvo, omejeno s cesto, ki nosi ime Avenida de Le Dorat v čast francoskega mesta, pobratenega z mestom. Na drugi strani kmetije je kamp Santillana.
Poleg kampa ima Santillana v samem središču hostel za romarje in vrsto hotelov, med katerimi izstopa nacionalni parador Gil Blas.

## Gospodarstvo
Občina je očitno usmerjena v terciarni sektor, zlasti odvisen od turizma. Ta sektor zavzema 55,2 % občinskega gospodarstva, kar pa je pod 61 % kantabrijskega povprečja. Industrija zaseda 19,9 %, gradbeništvo 16,7 % in primarni sektor 8,1 %; vsi ti zadnji odstotki presegajo njihova skupna povprečja za Kantabrijo.

### Turizem
Ta majhna občina je ena najpomembnejših turističnih znamenitosti v regiji, saj je v njej jama Altamira, ki velja za Sikstinsko kapelo kvartarne umetnosti in dobro ohranjeno zgodovinsko središče, v katerem izstopa kolegijska cerkev Santillana del Mar iz 12. stoletja.
Santillana del Mar ima tudi živalski vrt in botanični vrt pomembnih razsežnosti, v katerih prevladuje iberska favna, ki poudarja žuželke, prevladujejo metulji zelo različnih značilnosti in izvora. Obstaja tudi več muzejev.
Mestne ulice so tlakovane, številna pritličja pa so spremenjena v trgovine, ki prodajajo tipične kantabrijske izdelke. Mnoge so za hrano, ponujajo inčune iz Santoñe, sir Picón de Tresviso, jelenove suhomesnate izdelke in slaščico sobao. Drugi prodajajo obrtniške izdelke, v katerih prevladujejo skulpture likov iz kantabrijske mitologije.

### Spomeniki
Sedem je kulturnih spomenikov te občine:
- Kolegialna cerkev Santa Juliana in križni hodnik s kategorijo spomenikov.
- stolp Don Beltrán de la Cueva v Quevedi
- Palacio de Viveda (gorska hiša iz 18. stoletja)
- Palača Mijares
- jama Altamira, arheološko območje, ki je tudi del svetovne dediščine.
- Villa de Santillana, zgodovinski kompleks v celoti.
- Kartular ali pravilnik kolegijske cerkve Santa Juliana, ki se hrani v cerkvi Santa Juliana, premičnina.

Poleg tega je kot spomenik lokalnega pomena naveden srednjeveški stolp Calderón de la Barca v Vivedi.

## Znamenitosti
Vila Santillana del Mar je zgodovinski spomenik z odlokom z dne 27. julija 1943 (BOE z dne 3. avgusta). Staro mestno jedro sestavljajo homogene kamnite konstrukcije, večinoma iz 14. do 18. stoletja. Vas je bila razvita okoli ceste, ulice Santo Domingo, ki se razcepi na dve ulici: ulico Juan Infante, ki vodi do trga Ramón Pelayo, in tisto, ki se danes imenuje Rúa del Rey z različnimi imeni za vsak odsek: Carrera, Cantón in del Río.
Številne so izjemne stavbe tega mesta, med njimi:
- Palacio Valdivieso ali Casa de los Valdivieso (pisano tudi Valdivielso), danes hotel Altamira. Izvira iz leta 1710. Stoji na koncu Calle del Cantón, na desni. V kotu ima blazon. Trenutno je hotel.
- palača Velarde o de las Arenas. Je na trgu Plaza de las Arenas. Gre za prehodno stavbo iz gotike v renesanso, gradnja se je začela v 15. stoletju in spreminjala v 17. stoletju. Fasada ima stopničast zatrep in okrasne fiale. Ima grb Velarde.
- Kolegialna cerkev Santa Juliana. Je na koncu dveh mestnih ulic. Je v romanskem slogu, ki je bila večinoma postavljena sredi 12. stoletja, in jo je družina Polanco obnovila v prvi tretjini 16. stoletja, z dodatki iz poznejših stoletij, zakristijo, kapitelj in bolnišnico de la Misericordia (1694) ter nizek kor (1732). Spomenik, zaščiten s kraljevim redom z dne 12. marca 1889 (Gaceta de Madrid z dne 14. aprila), prvi kantabrijski spomenik, ki je dobil to priznanje. Zgrajena je iz peščenjaka. Ima tloris bazilike in tri ladje, ki so zaključene s polkrožnimi apsidami. Gre za strukturo, ki sledi romanskemu modelu Camino de Santiago, zlasti iz Frómiste. Najbolj izstopajoči del kompleksa je križni hodnik s konca 12. stoletja, zlasti dvainštirideset romanskih kapitelov.
- Hiši Quevedo in Cossío. Stojita ob koritu, ki je nekaj metrov pred kolegijsko cerkvijo. Izvirata iz 17.-18. stoletja. Gre za dve hiši, postavljeni pravokotno, tako da tvorita eno samo hišo. Hiša na severni strani je Casa de Cossío, na južni pa Casa de Quevedo. V prvi je viden grb Cossío. V drugem, ki je pripadal sorodniku Francisca de Queveda y Villegasa, si lahko ogleda grb družine Quevedo. Casa de los Quevedo je iz zidane opeke in ima obokan rov, ki služi kot odtok za korito in reko.
- Hiša nadvojvodinje ali opatov. Gre za stavbo, ki je levo od kolegialne cerkve. hiša iz poznega 17. stoletja. Pripadala je družini Barreda Bracho. Grbi na fasadi so sodobni, delo Jesúsa Otera.
- Casa de los Hombrones ali Casa de los Villa. Stoji ob tako imenovani hiši Leonor de la Vega, na Calle del Cantón. To je hiša, zgrajena med 15. in 17. stoletjem. Ime je dobila po dveh brkatih vitezih, ki držita ogromen baročni grb na fasadi, grb naselja.
- Casa de los Polanco y Lasso de la Vega ali Casa de Leonor de la Vega na ulici kantona. Je s konca 15. stoletja in začetka 16. stoletja, zgradil jo je don Juan de Polanco. Po tradiciji je v tej stavbi živela Dona Leonora de la Vega, mati prvega markiza Santillana. Na fasadi so trije gotski grbi zavezništva Polanco-Lasso de la Vega.
- Torre del Merino ali La torrona je na starem trgu Tržnici, danes Ramón Pelayo. To je stolp iz 14. stoletja, na vrhu katerega so cine. Tako se imenuje, ker je tam živel merino, uradnik, ki je predstavljal kralja.
- Torre de Don Borja ali Fundación Santillana na trgu Plaza de Ramón Pelayo. Čeprav mora imeti srednjeveški izvor, se zdi, da je ohranjen in obnovljen del iz poznega 15. ali začetka 16. stoletja. Na straneh parapeta je ščit z grbom Barreda. Ima notranjo teraso, ki združuje dva volumna. Svoje ime dolguje Don Franciscu de Borja Barreda, zadnjemu potomcu družine Barreda v 19. stoletju. Med poznejšimi lastniki je bila Infanta Doña Paz de Borbón. Leta 1981 je bil obnovljen kot sedež Fundacije Santillana.
- Palača Barreda-Bracho, imenovana tudi Casa Barreda-Bracho ali Palača Barreda. Od leta 1944 je trenutno državni parador Gil Blas. Stoji na trgu Plaza de Ramón Pelayo. Gre za stavbo v baročnem slogu, postavljeno konec 17. stoletja. Rod Brachos je bil soroden Barredasom, od tod tudi ime, po katerem je znana.
- Mestna hiša je na trgu Plaza Ramón Pelayo, v baročni palači. Njen balkon iz litega železa z grbom na vrhu je opazen.
- Casas del Águila y la Parra ali del Águila y de la Parra. Sta ob mestni hiši, na istem trgu. Gre za dve različni stavbi. Casa de la Parra je tako dobila ime, ker je imela na fasadi veliko trto; gre za gotsko stavbo iz začetka 16. stoletja. Hiša Orla ali Estrade je iz 17. stoletja. Na svoji fasadi prikazuje grb Estrade in Tagle. Trenutno je razstavna dvorana regionalne vlade. Pred temi hišami je bizon, kip Jesúsa Otera.
- Casa Bustamante v calle de la Carrera, 7. izvira iz konca 17.-18. stoletja. To je stolpnica z balkoni kot prižnice. Na njeni fasadi je viden grb Bustamante.
- Torre de los Velarde na koncu Calle de la Carrera. Stara hiša-stolp iz 15. stoletja v kamnu iz opeke z dvojimi gotskimi vrati.
- Palacio de Benemejís, znana tudi kot Palacio de los Peredo-Barreda ali Palacio de Peredo. Trenutno je sedež razstav Caja Cantabria. To je palača s kvadratnim tlorisom in dvema nadstropjema; poševna streha je na vogalih fiale. Na fasadi je viden grb družine Peredo; znotraj portala je tisti družine Barreda Ceballos. Njihova različna imena odražajo lastništvo te nepremičnine. Don Francisco Miguel de Peredo, vitez Calatrave od leta 1694, je naročil njeno gradnjo. Eden od njegovih poznejših lastnikov je bil Don Blas María de Barreda (19. stoletje) in markiza Benamejí. Ohranja platna slikarjev, kot sta Valdés Leal ali Mengs, ter obsežno knjižnico.
- Casa de los Villa. Hiša pred palačo Benemejís, iz 18. stoletja z balkoni v obliki prižnice in grbom.
- Casa de los Alonso. Hiša poleg palače Benemejís. Dva majhna grba.
- Škofijski muzej Regina Coeli. Ta muzej zaseda dominikanski samostan na drugi strani ceste Barreda-Comillas. Prvotna stavba je iz sredine 17. stoletja, vendar je bila v prvih dveh desetletjih 18. stoletja močno preoblikovana. Zasnovana je v herrerskem slogu (pozna španska renesansa), čeprav je členitev fasad baročna. Muzej je nastal leta 1964, v njem pa konzervira, preučuje in razstavlja sakralno umetnost. Stavba poudarja renesančni samostan. V njej sta restavratorska delavnica in škofijski dokumentarni arhiv.
- samostan Dominikancev ali samostan San Ildefonso pred škofijskim muzejem. Ustanovljen je bil sredi 16. stoletja.
- Hiša Sánchez Tagle ali Casona de los Tagle na območju, imenovanem Campo de Revolgo. Stavba iz poznega 17. stoletja, ki jo je postavila družina, ki je obogatela v Mehiki. Gre za gorsko hišo s fasado iz klesanega kamna in portalom z dvema polkrožnima lokoma.

### Premična dediščina
Kartular (Chartularium v latinščini), diplomatski kodeks (Codex Diplomaticus) ali pravilnik kolegijske cerkve Santa Juliana je premičnina kulturnega pomena. Hrani se v prostorih kolegijske cerkve. Velja da je iz 13. stoletja s poznejšimi dodatki. Meri 150 x 240 mm in je vezan z dvema lesenima letvama, prevlečenima z usnjem. Vsebuje kopije, popolne ali fragmente, 94 spisov iz let 870 do 1202, razporejenih v 64 pergamentnih listov. Poleg tega so na seznam zgodovinskih orgel Kantabrije uvrščene kolegijske orgle.
Na eni strani mestne hiše je skulptura bizona "Santillana al Hombre de Altamira", delo Jesúsa Otera. Druga njegova dela si lahko ogleda v istoimenskem muzeju.

### Naravna dediščina
Kar zadeva naravno dediščino, velja izpostaviti živalski vrt Santillana del Mar, najstarejši v regiji, pa tudi nekaj dreves v mestu. V kraju Finca El Jardín je 35 metrov visok evkalipt in 22 metrov visok ginko. V Parque-plaza La Robleda je 16 metrov visok hrast.
Treba je opozoriti, da ima občina kljub imenu ozek obalni pas med Puerto Calderón in Ubiarco, za katerega so značilne pečine. Nenaden relief in velik naravni podaljšek ločujeta mesto od morja.

## Kulturna dediščina
- Muzej Altamira: poleg jame Altamira vsebuje njeno repliko in stalno razstavo o skalni umetnosti Kantabrije in o tem, kakšna je bila regija v prazgodovini, poleg organiziranja delavnic in zunanjega prostora. Stavba je delo arhitekta Juana Navarra Baldewega.
- Muzej in fundacija Jesús Otero: ima stalno razstavo kiparja Jesúsa Otera (1908-1994), rojenega v Santillani. Ima tudi knjižnico, prostor za začasne razstave in zunanji prostor. Stalna razstava ima 50 skulptur, ki jih je avtor podaril mestnemu svetu leta 1993, pa tudi predmete in pripomočke, ki jih je uporabljal za delo.
- Muzej El Solar, znan tudi kot Muzej mučenja in inkvizicije: znamenit muzej s številnimi orodji za mučenje, ki jih je inkvizicija uporabljala za boj proti hereziji.
- Škofijski muzej Regina Coeli: zaseda stari dominikanski samostan iz 16. stoletja, ki ga še vedno uporabljajo klarise. Razstavlja versko dediščino škofije Santander
- Fundación Santillana s sedežem v Torre de Don Borja začasno organizira umetniške in kulturne razstave.
- Torre del Merino: stari stolp, kjer prirejajo začasne razstave.
- Ministrstvo za kulturo, turizem in šport: na svojem sedežu v Casa del Águila in Casa de la Parra organizirajo začasne razstave.
- Palacio de Peredo-Barreda: restavrirala Caja Cantabria, v njej je zbirka knjig, slik in starinskega pohištva, poleg tega pa je v prizidku organizirala različne razstave.
- Jama Altamira: splošno znana jama po svojih prazgodovinskih slikah. Trenutno je zaprta za javnost, čeprav se o takih razmerah razpravlja.
- Živalski in botanični vrt: ustvarjen leta 1977, ima prostor, imenovan La Granja z različnimi večjimi živalmi, vrt metuljev, kraj s kačami in prostor, imenovan Parque Cuaternario, kjer so kopije živali, ki so v času Altamire naseljevale občino.

### Camino de Santiago
Krak Jakobove poti Camino de Santiago del Norte poteka skozi Santillano, in vstopi v občino skozi Vivedo, v bližini katere je hostel za romarje, imenovan Arco Iris. V sami Santillani je še en hostel znotraj zaprtega območja muzeja Jesús Otero, poleg kolegijske cerkve. Med starodavnimi znanimi ljudmi, ki so hodili skozi Santillano na svojem romanju, je armenski škof Martiros de Arzendjan (15. stoletje). Nekoč je imelo mesto več bolnišnic, ena od njih je bila namenjena revnim, romarjem in potnikom, kar je navedeno v dokumentaciji iz leta 1773.
To je ena najstarejših vej Camina. Zdi se, da kiparska zasedba kolegijskega samostana kaže, da je v 12. stoletju umetniški napredek prišel preko Camina in zlasti iz burgundske romanike, ki je že bila v Carrión de los Condes.

## Santillana v literaturi
Mesto Santillana del Mar se pojavlja v številnih knjigah priznanih avtorjev od objave Histoire de Gil Blas de Santillana, romana pikardskega francoskega pisatelja Alaina-Renéja Lesageja, ki je z več zvezki izšel med letoma 1707 in 1747. Univerza iz Salamance je celo rekla za Santillano, da je to »mesto, zavito v literarni prestiž«. Romanopisci, ki so obiskali Santillano in se vanjo zaljubili, so med drugim Amós de Escalante, Miguel de Unamuno in Ricardo León. Številni avtorji so Santillani posvetili pesmi, nekateri najbolj znani so Gerardo Diego, José Hierro, Víctor Fernández Llera, José del Río Sainz, Ramón de Garciasol in Manuel González Hoyos.
Sartrov citat v njegovi znameniti knjigi La náusea (Slabost) je dobro znan, kjer eden od njegovih likov pove, da je Santillana village de l'Espagne  (v francoščini »najlepše mesto v Španiji«).
Leta 1960 se je rodil Editorial Santillana, danes vključen v skupino Santillana. Obe družbi imata svoje ime ravno po tem mestu.

## Pobratena mesta
- Le Dorat  Francija (od 1968).[20]
Pobratenje je bilo sklenjeno z delitvijo obeh mest s kolegijskimi cerkvami podobnega sloga in čas.[21]Zahvaljujoč izmenjavam med francoskimi in španskimi študenti ki sta ga izvedla profesorja Annick Beaulieu v Le Doratu in Miguel Izquierdo v Santillana del Maru, da se je to pobratenje začelo in postalo uradno leta 1986 s podpisom županov Bertranda Clissona v Le Doratu in Antonija Sandija v Santillani..
- Borgolavezzaro  Italija[22] (od 2005).
Pobratenje je bilo odločeno z ohranjanjem obeh krajev Santa Juliana.